# Gesetz über die Behandlung Gemeinschaftsfremder
Das Gesetz über die Behandlung Gemeinschaftsfremder war der Entwurf eines Gesetzes, der vom Reichskriminalpolizeiamt des Reichssicherheitshauptamtes (RSHA) in den letzten Kriegsjahren ausgearbeitet worden war.

## Hintergrund
Bereits 1935 wurden Gedanken zu einem Gemeinschaftsfremdengesetz im Reichsministerium des Inneren und vom Reichsführer SS entwickelt. 1939 lag deren erster Gesetzentwurf vor, bei dessen Ausarbeitung das Reichsjustizministerium nur beratend tätig war; federführend war das Reichsministerium des Inneren. Eine umfassende Einflussnahme des eigentlich zuständigen Justizministeriums erfolgte erst mit dem Amtsantritt Otto Georg Thieracks. Er beanstandete, dass der Entwurf den Polizeibehörden die Befugnis zugestand, langdauernden Freiheitsentzug anzuordnen, ohne dass irgendein Gericht eingeschaltet war.
Der daraufhin vorliegende Entwurf von 1941 war ein Beispiel nationalsozialistischen Täterstrafrechts: Es sollten in erster Linie bestimmte Persönlichkeitstypen und Lebensweisen verfolgt werden – es ging nicht um ein rechtswidriges oder „gesellschaftsschädigendes“ Tun. Dieser Strafansatz wurde nicht durchgehalten, da schließlich auch Straftaten von „Hang- und Neigungsverbrechern“ als Kriterium für „Gemeinschaftsfremdheit“ herangezogen wurden. Bis 1944 unterschieden die Entwürfe fünf Gruppen von „Gemeinschaftsfremden“, nämlich als „Versager“, „Tunichtgute und Schmarotzer“, „Taugenichtse“, „Störenfriede“ und „gemeinschaftfeindliche Verbrecher und Neigungsverbrecher“. Beteiligt an der Vorbereitung des Gesetzesentwurfes waren unter anderem auch die Kriminologen Edmund Mezger und Franz Exner.

## Inhalt
Das Gesetz sollte definieren, wer nach dem Willen der NS-Führung als „gemeinschaftsfremd“ gelten sollte. Dabei waren die einzelnen Ausführungen oftmals sehr weit gefasst. So galten unter anderem folgende Personengruppen als „gemeinschaftsfremd“:
- Im weitesten Sinne Menschen, „die nicht den Mindestanforderungen der Volksgemeinschaft genügten“
- Menschen, die nicht für sich sorgen konnten
- Leute, die einen „unwirtschaftlichen“ oder „unsteten Lebenswandel“ führten
- „Liederliche“
- Personen, die eine „Neigung zum Betteln oder Landstreichen aufwiesen“
- Menschen, die Unterhaltszahlungen nicht beglichen
- So genannte „Neigungsverbrecher“, also Menschen, die schon mehrmals durch kleinere Straftaten wie etwa Diebstahl aufgefallen waren
- Ihnen gleichgestellt waren die „Gemeinschaftsfeindlichen“
- So genannte „Sittlichkeitsverbrecher“, worunter unter anderem auch Tierquäler, der Körperverletzung Schuldige, „Unzüchtige“, Homosexuelle, Mörder aus Geschlechtslust, Vergewaltiger und der „Schändung“ Schuldige fielen.

Die vorgesehenen Strafen waren hart; sie reichten von achtjähriger Freiheitsstrafe über Unterbringung in einer „Besserungsanstalt“ oder in einem Polizeigefängnis, Zuchthausstrafe und unbefristeter Gefängnisstrafe bis zur Todesstrafe. So genannte „Sittlichkeitsverbrecher“ konnten entmannt und, wenn Kinder zu erwarten waren, unfruchtbar gemacht werden.
Das Gesetz über die Behandlung Gemeinschaftsfremder sollte nach den Plänen der NS-Führung ursprünglich am 30. Januar 1945 in Kraft treten und auch in den eingegliederten Ostgebieten gelten. Nur durch die Kriegsereignisse wurde eine endgültige Fassung, wie auch deren Verkündung und dessen formales Inkrafttreten verhindert.

## Deutungen
Sarah Schädler bezeichnet den 1945 vorliegenden Entwurf als ein „Gesetz zur Bekämpfung von ‚unnützlichen‘ Gesellschaftmitgliedern“, mit der Absicht, der „negativen Selektion des Krieges“ entgegenzuwirken. (Damit ist die Vorstellung gemeint, dass im Krieg der Anteil „Minderwertiger“ an der Bevölkerung ansteigt, da die Besten auf dem Schlachtfeld fallen.)
Das Gesetz bestand in wesentlichen Teilen aus so genannten Gummiparagraphen und hätte es ermöglicht, dem Einzelnen die Art der Lebensführung vorzuschreiben. „Deutschland wäre demnach sogar kraft ‚Gesetzes‘ zu einem einzigen Konzentrationslager geworden, wie selbst führende Nationalsozialisten erkannten.“ (Giordano)